# Yüksek Sadakat

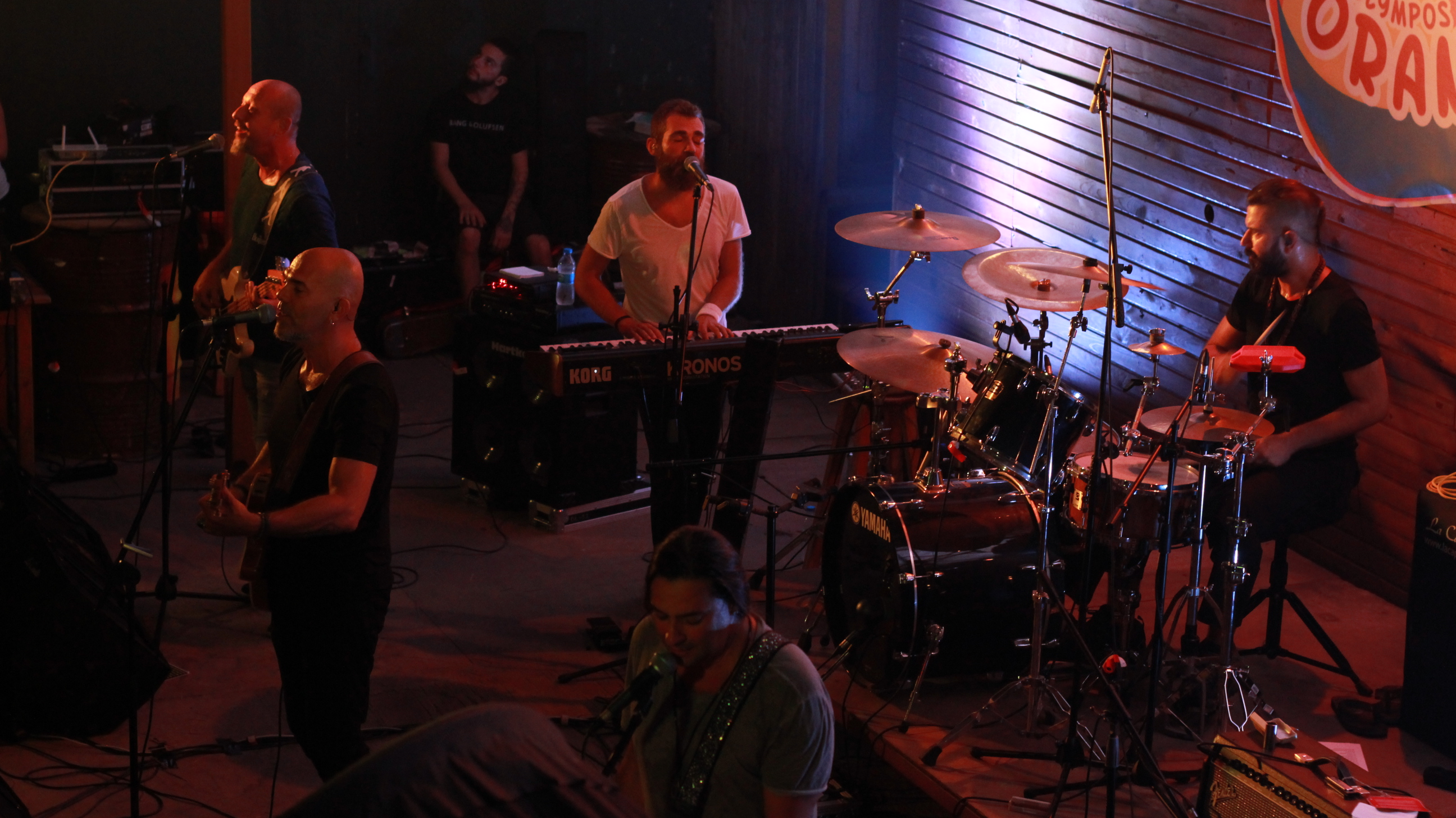
Yüksek Sadakat - Viver concerto em ano 2018

Yüksek Sadakat é uma banda de rock turco de Istambul. O nome significa alta fidelidade. A banda tornou-se conhecida nacionalmente após o sucesso de seu álbum de estréia lançado em 2005. O grupo representou a Turquia no Festival Eurovisão da Canção 2011 na primeira semi-final, terminando em 13º lugar com 47 pontos, não conseguindo passar á final.

## Constituintes
- Kenan Vural
- Serkan Özgen
- Kutlu Özmakinacı
- Uğur Onatkut
- Alpay Şalt

## Discografia

### Álbuns
- Yüksek Sadakat (2006)
- Katil & Maktûl (2008)
- Renk Körü (2011)

## Singles
- Live It Up